# Sauropodi
Sauropodi su infrared dinosaurusa koji su živeli tokom perioda jure i krede. U sauropode spadaju najveći dinosaurusi. Za razliku od svojih predaka (prosauropoda), sauropodi nisu mogli dugo da stoje na zadnjim nogama. Takođe su bili veći i teži od bilo kojih drugih dinosaurusa.
Prvi put se predstavnici ove grupe pojavljuju u trijasu, pre oko 230 miliona godina, dok je najveći broj sauropoda živeo u juri, pre oko 160 miliona godina.
Njihovi fosilni ostaci nađeni su na svim današnjim kontinektima, uključujući i Antarktik.

## Izgled
Najpoznatija odlika sauropoda bio je njihov dug vrat i mala glava. Tela su bila ogromna i teška. Polovina ukupne dužine tela otpadala je na težak i dugačak rep. Noge su im bile kratke i stubaste, a zadnje noge su bile izuzetno masivne i jake da bi mogle da podnesu ogromnu težinu ovih dinosaurusa kada se podignu na zadnje noge da bi brstili lišće sa visokih grana. Najpoznatiji predstavnik ove vrste Diplodokus se razlikovao od srodnika, jer je bio težak samo oko 10 tona, dok su drugi bili teži od 30 tona. Verovatno su imali snažno srce koje je pumpalo krv u celo glomazno telo.

## Ponašanje
Sauropodi su bili ogromni biljojedi. Nisu bili mnogo aktivni, po ceo dan su brstili lišće na jednom mestu. Naučnici pretpostavljaju da su sauropodi migrirali svake jeseni, kao današnje ptice selice. Kretali su se u krdima. Za jedan dan mogli su da pređu velike razdaljine.
Bitna karakteristika sauropoda je da su u stomaku imali gastrolite koje im je pomagalo pri varenju hrane.

## Samoodbrana
Rep sauropoda bio je nalik na bič, i verovatno je imao ulogu u samoodbrani od predatora. Na sličan način se brane neki današnji kitovi. Međutim, sauropodi su imali debelu kožu, pa grabljivci nisu uspevali da ih ubiju. Titanosauri su na leđima imali oklop sa malim tupim šiljcima.

## Galerija
- Dva diplodokusa
- Seismosaurus
- Argentinosaurus
- Dva brahiosaurusa
- Prirodnjački centar Svilajnac

## Literatura
- Kris Makneb, Majkl Benton: Velika enciklopedija dinosaura i preistoriskih gmizavaca (prevod: Vojin V. Ančić).  978-86-84375-62-1.